# Poikonsaaret
Poikonsaaret är en ö i Finland. Den ligger i sjön Juurusvesi och Akonvesi och i kommunen Kuopio i den ekonomiska regionen  Kuopio ekonomiska region  och landskapet Norra Savolax, i den centrala delen av landet, 300 km nordost om huvudstaden Helsingfors. Öns area är 3,8 hektar och dess största längd är 350 meter i öst-västlig riktning.  Notera att namnet antyder att det är fråga om flera öar.